# Reniów
Reniów – wieś w rejonie tarnopolskim obwodzie tarnopolskim Ukrainy. 4 km na płd. wsch. od Załoziec, położona na prawym brzegu Seretu. Od płd. ograniczona stawem Reniowskim (nazwa wymieniona już w r. 1546) lub Wertełeckim (314 m n.p.m.), od wsch. lasem (384 m n.p.m.). Liczba mieszkańców przed 1939 r. wynosiła poniżej tysiąca, mieszana, z lekką przewagą ludności ruskiej nad polską. Położony na drugim brzegu Seretu przysiółek Nowosiółka miał ludność czysto polską.

## Historia
Wieś istniała już w XVI w., a według miejscowego podania założycielem osady miał być Hryń lub Hreń, który się tu pobudował Reniów należał do dóbr załozieckich i wraz z nimi kolejno zmieniał właścicieli. Ludność zajmowała się rolnictwem i pasterstwem (hodowla owiec), z którym zapewne wiązała się tradycja tkactwa ludowego.
Parafie rzym.kat. i gr.kat. znajdowały się w Załoźcach. W 1908 r. z inicjatywy wójta wsi, Macieja Dajczaka, wybudowano kościół filialny pw. MB Królowej Polskiej, jednonawowy z wieżą, z kamienia łamanego. Autorem projektu był syn wójta, Wawrzyniec Dayczak, wtedy student Politechniki Lwowskiej, wykonawstwo zaś powierzono mistrzowi budowlanemu z Sieniawy, Stawarskiemu. Kamień na budowę podarował ówczesny właściciel wsi, Tadeusz Cieński: rodzina ufundowała również harmonię i ołtarz w stylu zakopiańskim (projektu Malacha, absolwenta szkoły w Zakopanem) z obrazem MB Częstochowskiej. W czasie działań wojennych w 1915 r. kościół został przez Niemców wysadzony w powietrze, a budulec użyty do budowy dróg. Zniszczeniu uległa wówczas też większość starej drewnianej zabudowy wsi. Ludność wcześniej ewakuowano do Czech (Morawy) do miejscowości m.in. Choceń. W 1927 r. architekt inż. Wawrzyniec Dayczak opracował projekt odbudowy kościoła, skromniejszy, bez wieży. Wykonawcą był mistrz murarski z Załoziec, Góral. Kościół poświęcono na początku 1939 r. Po II wojnie światowej zamieniony na magazyn, obecnie w stanie ruiny.
W II Rzeczypospolitej miejscowość leżała w powiecie zborowskim województwa tarnopolskiego. W latach 1944–1945 nacjonaliści ukraińscy z OUN-UPA zamordowali w różnych okolicznościach 12 Polaków.
Do 2020 w rejonie zborowskim.

## Zabytki
- Cerkiew filialna gr.kat. z końca XIX w., murowana, usytuowana na miejscu starszej, drewnianej, budowana przez Stawarskiego. Kapliczka drewniana z figurką Św. Jana Nepomucena, w stylu rokokowym z w. XVIII. Budynek dworski, zwany „starą karczmą”.

## Wybitni Reniowianie
- Wawrzyniec Dajczak – polski architekt

## Pobliskie miejscowości
- Załoźce
- Zborów
- Milno
- Olejów
- Trościaniec Wielki